# Vrenska Gorca
Vrenska Gorca – wieś w Słowenii, w gminie Kozje. W 2018 roku liczyła 184 mieszkańców.